# Menlove Ave.
Menlove Ave. — альбом-компіляція 1986 року англійського рок-музиканта Джона Леннона. Це друге посмертне видання музики Леннона (після Milk and Honey), записане під час сесій для його альбомів Walls and Bridges та Rock'n'Roll. Menlove Ave. вийшов під контролем Йоко Оно, вдови Леннона.

## Передумови
Перша сторона платівки містить ауттейки з сесій Rock'n'Roll з Філом Спектором наприкінці 1973 року, окрім «Rock'n'Roll People», яка належить до сесій Mind Games. Решта містить записи репетицій в середині 1974 року для Walls and Bridges.
Пісня «Rock'n'Roll People» спочатку була записана і випущена на сьомому студійному альбомі Джонні Вінтера John Dawson Winter III.
Назва альбому відсилає до будинку дитинства Леннона, 251 Менлав Авеню, у Ліверпулі. Менлав Авеню — це довга дорога в південному Ліверпулі, частина кільцевої дороги Ліверпуля. Хоча вона є переважно житловою, вона також є основним маршрутом: A562. Вона також проходить повз село Вултон, де вперше зустрілися Леннон і Пол Маккартні.
В анотації Йоко Оно згадується, що «американське рок-коріння Джона — Елвіс Преслі, Фетс Доміно та Філ Спектор — очевидні в цих треках. Але те, що я чую в голосі Джона, — це інші корені хлопчика, який виріс у Ліверпулі, слухаючи 'Greensleeves', радіо BBC і Тессі О'Ші».

## Обкладинка
Обкладинку для релізу створив художник Енді Воргол за кілька місяців до смерті Леннона у 1980 році. Пізніше вона була використана як обкладинка для збірки 2005 року Working Class Hero: The Definitive Lennon.

## Відгуки і період після релізу
Хоча до Menlove Ave. увійшов раніше невиданий матеріал Джона Леннона, він не потрапив до хіт-параду у Великій Британії. У Сполучених Штатах йому вдалося досягти 127 місця, що зробило його найменш успішним альбомом Леннона. Menlove Ave. був виданий на CD у 1987 році і залишається доступний на Capitol Records у цьому форматі.
Сторона 1, треки 3-5 увійшли як бонус-треки до ремастированої версії Rock'n'Roll 2004 року. Пісня «Here We Go Again» увійшла до альбому саундтреків 2006 року The U.S. vs. John Lennon та бокс-сету 2010 року Gimme Some Truth.
Це єдиний альбом Леннона, який не доступний на музичних стрімінгових платформах.

## Трек-лист
| Сторона 1 | Сторона 1                    | Сторона 1                | Сторона 1  |
| #         | Назва                        | Автор                    | Тривалість |
| --------- | ---------------------------- | ------------------------ | ---------- |
| 1.        | «Here We Go Again»           | Джон Леннон, Філ Спектор | 4:50       |
| 2.        | «Rock 'n' Roll People»       | Леннон                   | 4:21       |
| 3.        | «Angel Baby»                 | Розі Гемлін              | 3:42       |
| 4.        | «Since My Baby Left Me»      | Артур Крудап             | 3:48       |
| 5.        | «To Know Her Is to Love Her» | Спектор                  | 4:37       |

| Сторона 2 | Сторона 2                                     | Сторона 2             | Сторона 2  |
| #         | Назва                                         | Автор                 | Тривалість |
| --------- | --------------------------------------------- | --------------------- | ---------- |
| 1.        | «Steel and Glass»                             | Леннон                | 4:10       |
| 2.        | «Scared»                                      | Леннон                | 4:17       |
| 3.        | «Old Dirt Road»                               | Гаррі Нілссон, Леннон | 3:53       |
| 4.        | «Nobody Loves You (When You're Down and Out)» | Леннон                | 4:29       |
| 5.        | «Bless You»                                   | Леннон                | 4:05       |

Примітки
- Сторона 1, треки 1 і 3-5 — це ауттейки, записані наприкінці 1973 року під час сесій Rock'n'Roll.
- Сторона 1, трек 2 був записаний в середині 1973 року для альбому Mind Games, але не увійшов до нього.
- Сторона 2, треки 1-5 — це репетиційні записи середини 1974 року для Walls and Bridges.

## Персоналії
- Джон Леннон: вокал, гітара, піаніно (сторона 2), продюсер (сторона 1, трек 2; сторона 2)
- Джессі Ед Девіс: гітара (сторона 2)
- Клаус Ворманн: бас (сторона 2)
- Джим Келтнер: барабани (сторона 2)
- Філ Спектор: продюсер (сторона 1, треки 1, 3–5)